# Sciapkowa (obwód witebski)
Sciapkowa (biał. Сцяпкова; ros. Степково, Stiepkowo) – wieś na Białorusi, w obwodzie witebskim, w rejonie orszańskim, w sielsowiecie Babiniczy.